# Vlkaneč
Vlkaneč település Csehországban, a Kutná Hora-i járásban. Vlkaneč Podmoky, Golčův Jeníkov, Nová Ves u Leštiny, Šebestěnice, Bratčice, Adamov és Zbýšov településekkel határos. Lakosainak száma 626 fő (2024. január 1.).

## Népesség
A település lakosságának változását az alábbi diagram mutatja:
| Lakosok száma | 878  | 805  | 898  | 783  | 696  | 610  | 611  | 611  | 615  | 626  |
|               | 1869 | 1890 | 1921 | 1950 | 1980 | 2001 | 2017 | 2019 | 2022 | 2024 |